# Martin and the Martians
Martin and the Martians var et dansk punkband med bl.a. Martin Krogh (bas, også i ADS og Martin Halls Front and Fantasy) og Peter Peter (guitar, også i Sods, Tina Talks og Sort Sol) m.fl.
Bandet spillede bl.a. til Nosferatu Festival i Saltlageret i 1982 og medvirker på Nosferatu Festival albummet med nummeret "Frizzm And The Resplenders". Martin and the Martians debutkoncert var sandsynligvis i Rockmaskinen den 17. januar 1981. Martin Krogh begik selvmord i april 1988, efter at begge hans nyrer var stået af efter flere års speedmisbrug.

## Diskografi
- Nosferatu Festival – 12" LP Compilation 1982 (Nosferatu Records / NOS1)